# キャンピング・ワールド・スタジアム
キャンピング・ワールド・スタジアム（Camping World Stadium）はフロリダ州オーランドにある球技場。シトラスボウル、チャンプススポーツボウル、モンスタージャム、フロリダ農工大学とビーサン・クックマン大学の間で行われるフロリダ・クラシックなどが毎年開催されている。1979年から2006年までUCFナイツの本拠地であった。

## 収容能力
スタジアムの座席は65,438だが北側のエンドゾーン付近に臨時席を設けることで70,000人以上が入場することが可能となっている。2005年のキャピタルワンボウルでは70,229人が入場した。毎年11月に開催されるフロリダ農工大学とビーサン・クックマン大学のライバル同士の対戦であるウォルトディズニーワールドフロリダクラシックでは2003年にスタジアム記録となる73,358人が入場した。その後2008年に行われたレッスルマニア第24回大会では74,635人が入場、最大入場者記録を更新した。

## フィールド
フィールドの広さはサッカーの国際試合を開催することができる広さであり、1994 FIFAワールドカップ、1996年のアトランタオリンピックでも使用された。1997年にはUSL First Divisionのオーランド・サンドッグズの本拠地となり、1998年にはMLSオールスターゲームが開催された。2008年1月13日にはメキシコのプリメーラ・ディビシオンに所属するCDグアダラハラとコロンビア・プロサッカーリーグのデポルティーボ・カリの対戦が行われている。2011年よりUSLプロフェッショナルリーグ所属のオーランド・シティSCの本拠地として使用されているが、2015年よりのメジャーリーグサッカー参入が決定し新設のサッカースタジアムに移転する予定。

## 歴史
1936年に完成した当時の収容人数は8,900名だった。1947年1月1日にカレッジフットボールの試合が初めて行われた。1952年に2,000席、1968年には5,000席及びプレスボックスが増設された。1974年から2年がかりで大幅に観客席を増設し、1976年には一気に52,000名が収容可能となった。1989年には3800万ドルをかけてアッパーデッキを増設し65,438人分の座席を持つスタジアムとなった。1999年から2002年までの改修ではエスカレーターや33mの巨大ビデオスクリーンが設置された。
オーランド・スタジアム、フロリダ・シトラス・ボウルなどたびたび名称が変わっている。2016年からは現在の名称となった。

### アメリカンフットボール
これまでいくつかのプロフットボールチームの本拠地となった。1974年にはワールド・フットボール・リーグのフロリダ・ブレイザーズ、1985年にはUSFLのオーランド・ラネゲーズ、1991年から1992年にはワールドリーグ・オブ・アメリカンフットボールのオーランド・サンダー、2001年にはXFLのオーランド・レイジが本拠地とした。2023年にはXFLのオーランド・ガーディアンズが本拠地を置いたが1年でチームは消滅した。
またNFLのプレシーズンゲームが開催されたこともあり、最近では1997年にタンパベイ・バッカニアーズ対ニューヨーク・ジェッツの試合が行われた。またカレッジフットボールの中立地での試合として利用されたこともありフロリダ大学とミシシッピ州立大学の試合、1994年11月12日のフロリダ州立大学とノートルダム大学の試合が知られている。2017年から3年契約でプロボウルの会場として使用された。2024年のプロボウルも行われる予定である。

### コンサート
ザ・フー、ジェネシス、ピンク・フロイド、ジョージ・マイケル、ポール・マッカートニー、ガンズ・アンド・ローゼズ、ビリー・ジョエル、エルトン・ジョン、ボブ・シーガー、フリートウッド・マック、イーグルスなどこれまで多くのコンサートが開催されている。また1981年10月にはヴァン・ヘイレンとローリング・ストーンズが唯一の共演を果たしている。2003年にはSummer Sanitarium Tour としてメタリカ、リンプ・ビズキット、リンキン・パーク、デフトーンズ、マッドヴェインのコンサートが開かれた。

### レッスルマニア第24回大会、そして第33回大会へ

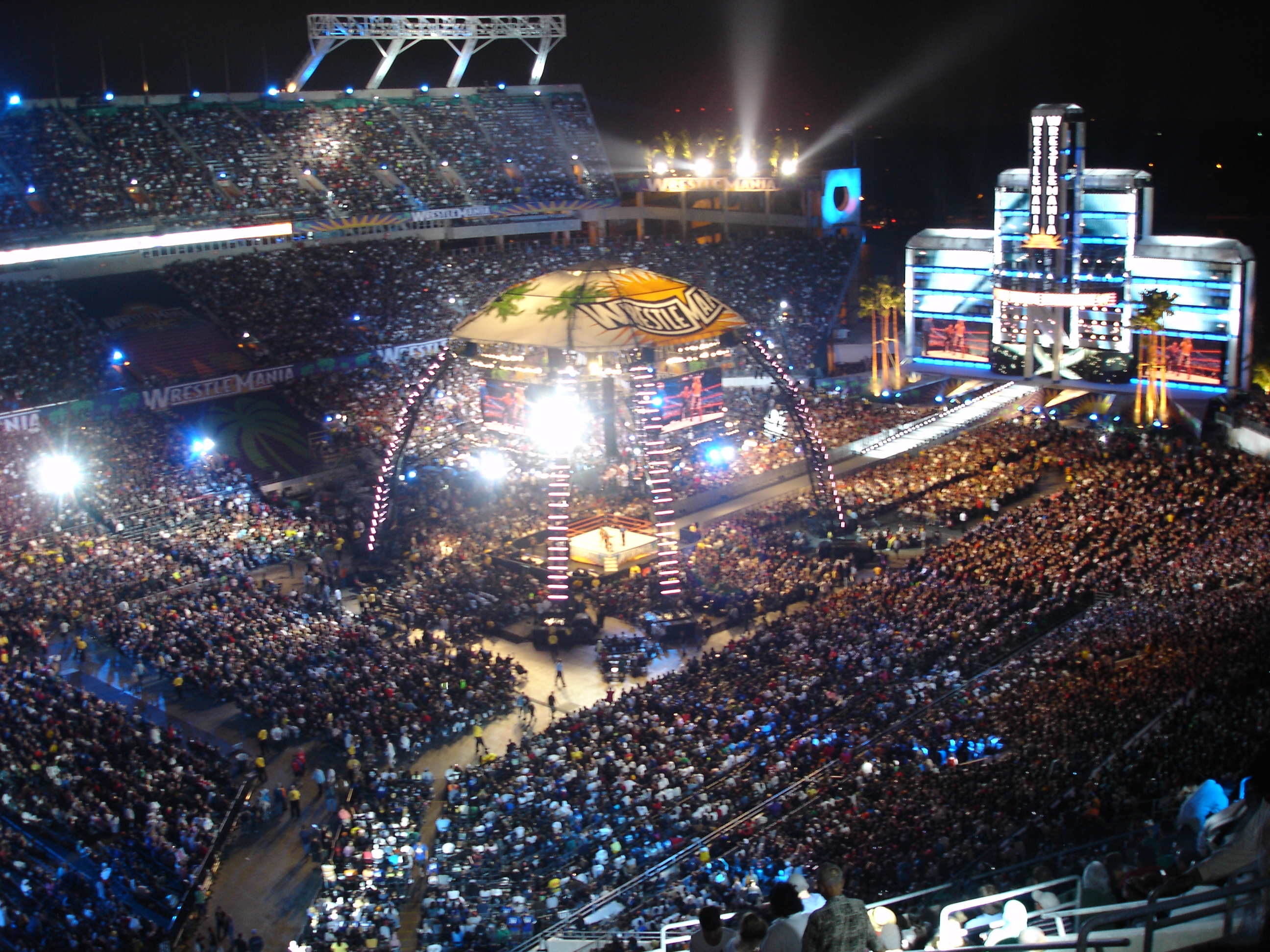
レッスルマニア第24回大会

2007年3月21日に2008年3月30日にレッスルマニア第24回大会を開くことが記者会見で発表された。WWEのチェアマンであるビンス・マクマホンは天候に関わらず開催すると発表した。このイベントによる経済効果は2500万ドルでおよそ60,000人の観光客が見込まれた。2007年11月3日に発売開始されたチケットはわずか60分で41,000枚以上売られた。最終的には21カ国、全米50州から74,635人が来場しスタジアムの最大入場者記録となった。最終的に当初の予想2500万ドルを上回る5150万ドルの経済効果があり、地元自治体には180万ドルの税金が入った。そして、2016年3月にレッスルマニア第33回大会（2017年4月2日開催）の会場に選出された。

### その他
毎年1月にはモンスタートラックのイベント、モンスタージャムが開催されている。AMAスーパークロスシリーズの1戦が春に開催されている。
1998年に公開されたアダム・サンドラー主演の映画、「ウォーターボーイ」のロケ地となっている。